# Linia kolejowa Mantes-la-Jolie – Cherbourg
Linia kolejowa Mantes-la-Jolie – Cherbourg – ważna francuska linia kolejowa, łącząca Mantes-la-Jolie (zachodnie przedmieścia Paryża) z Cherbourg przez Caen. w Mantes-la-Jolie łączy się z linią Paryż – Hawr. Linia została otwarta w latach 1855–1858 przez Chemins de fer de l'Ouest.

## Trasa
Linia biegnie od Mantes-la-Jolie przez Évreux, Bernay, Lisieux, Caen, Bayeux, Carentan, Valognes i kończy w Cherbourg. Ma długość 313 km i została zelektryfikowana napięciem 25 kV 50 Hz w czerwcu 1996.